# Dakin-West-reactie
De Dakin-West-reactie is een chemische reactie uit de organische scheikunde. Ze werd in 1928 beschreven door Henry Drysdale Dakin en Randolph West.
De reactie bestaat uit de behandeling van een α-aminozuur met een zuuranhydride (bijvoorbeeld azijnzuuranhydride) en een base, gewoonlijk pyridine, op hoge temperatuur. Het reactieproduct is een α-acylamido-keton. Bij de reactie komt koolstofdioxide CO2 vrij. De α-acylamidoketonen zijn bruikbaar in de bereiding van verschillende biologisch actieve stoffen.

## Mechanisme
Het reactiemechanisme dat men tegenwoordig aanneemt is als volgt:
Het aminozuur reageert met het zuuranhydride tot een N-acetyl-derivaat 2 en vervolgens tot het gemengd anhydride 3. Dit ondergaat cyclisering tot het azlacton 4. Deze verbinding is zuur en ondergaat deprotonering tot anion 5 dat resonantie-gestabiliseerd is. De reactie daarvan met het zuuranhydride geeft een nieuw azlacton 6. Deze verbinding ondergaat ringopening tot de ester 7. Reactie met het zuur dat in vorige stappen ontstond resulteert in het β-keto-organisch zuur 8, dat een decarboxylering ondergaat tot het gewenste aminoketon 10.
Uitgaande van een optisch zuiver of enantiopuur aminozuur bekomt men een racemisch mengsel van het aminoketon. Raffael C. Wende et al. (2016) slaagden er als eersten in om een enantioselectieve Dakin-West-reactie uit te voeren, waarbij ze gebruik maakten van asymmetrische katalysatoren, meer bepaald synthetische oligopeptiden.